# Air Vallée
Air Vallée (mã IATA = DO, mã ICAO = RVL) là hãng hàng không của Ý, trụ sở ở Aosta. Hãng có các tuyến đường thường xuyên chở khách trong nước, cũng như các chuyến chở khách thuê bao. Căn cứ chính của hãng ở Sân bay Aosta, và các căn cứ khác ở Sân bay quốc tế Leonardo da Vinci, (Roma) và Sân bay quốc tế Turin.

## Lịch sử
Air Vallée được thành lập năm 1987 và bắt đầu hoạt động từ tháng 6/1987 để thúc đẩy việc phát triển thương mại của Sân bay Aosta. Tháng 6/1988, hãng có 2 chuyến bay mỗi tuần giữa Aosta và Roma bằng 1 máy bay Beechcraft King Air C90. Tháng 10/1989 thay bằng máy bay Cessna Citation, sau đó mua thêm 1 máy bay loại này nữa. Tháng 1/1992 hãng thay các máy bay Cessna Citation bằng 1 máy bay Learjet 31 và tháng 8/1993 một máy bay Beechcraft King Air 200. Tháng 5/2000 hãng mua 1 máy bay Dornier 328 và tháng 6/2001 thêm 1 máy bay cùng loại nữa. Năm 2001, Aeroporti di Bologna mua cổ phần của hãng.

## Các nơi đến
(Tháng 12/2006):
- Aosta
- Cagliari
- Roma
- Genova
- Olbia
- Trieste
- Torino
- Pescara

## Đội máy bay
(Tháng 3/2007):
- 2 Fairchild-Dornier 328JET

## Máy bay ngưng hoạt động
(Tháng 3/2005): 
- 1 Learjet 31